# Halimede
En la mitología griega, Halimede (Ἁλιμήδη / Halimeda, Halimêdê) es una de las 50 hijas de Nereo y Doris, las Nereidas, según los catálogos de Apolodoro y de Hesíodo, quien la llama 

la de bella corona